# Parlementaire enquête naar bouwsubsidies

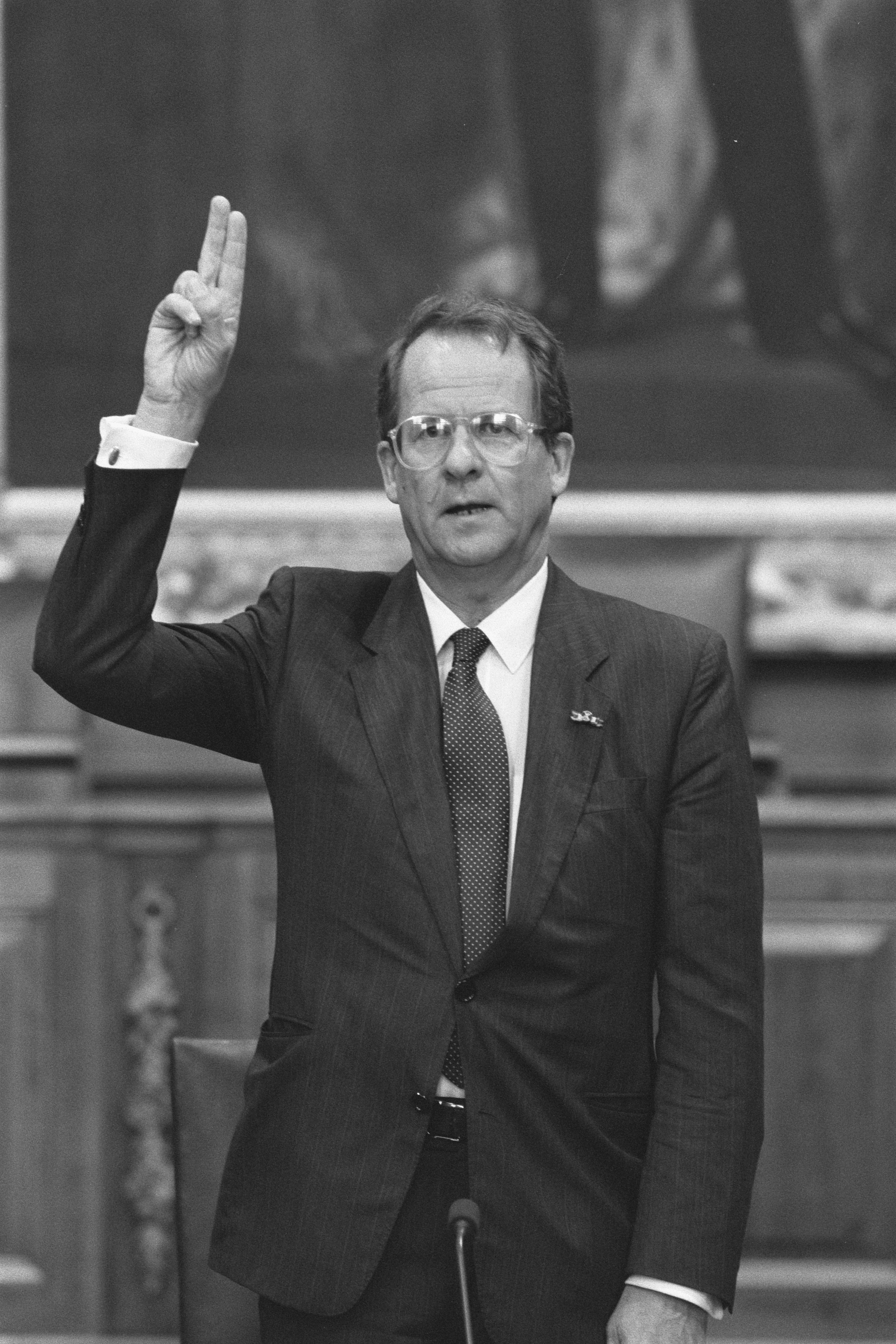
Voormalig staatssecretaris Gerrit Brokx legt de eed af aan het begin van de parlementaire enquête naar bouwsubsidies

De parlementaire enquête naar bouwsubsidies werd gehouden naar aanleiding van een op 19 augustus 1986 op de voorpagina van de Volkskrant verschenen bericht van Pierre Heijboer dat het Rijk te veel subsidie had betaald voor woningbouwprojecten van het Algemeen Burgerlijk Pensioenfonds. Daarna volgden berichten over onjuiste opgaven door beleggers van stichtingskosten. De Tweede Kamer besloot hierop op 26 november van dat jaar een parlementaire enquête in te stellen naar:
- de Beschikking Geldelijke Steun Particuliere Huurwoningen 1968;
- de Beschikking Geldelijke Steun Huurwoningen 1975; en
- de in 1980 afgekondigde bijzondere regeling voor de omzetting van koopwoningen in premiehuurwoningen

De enquête werd tussen november 1986 en maart 1988 gehouden op basis van een voorstel van een subcommissie uit de commissie Rijksuitgaven en Volkshuisvesting. Voorzitter van de enquêtecommissie was de PvdA'er Klaas de Vries.
De commissie concludeerde dat er veel had geschort aan de controle op uitvoering en toepassing van de subsidieregelingen. Ook waren er grote tekortkomingen in de financiële administratie van het departement. Het controlebestel moest worden verbeterd. Ten slotte diende er een ander subsidiestelsel te komen voor de huurwoningbouw.
Nog voor de aanvang van de enquête stapte staatssecretaris Gerrit Brokx van Volkshuisvesting op, na een brief van CDA-fractievoorzitter Bert de Vries aan minister-president Ruud Lubbers. De Vries concludeerde daarin dat de enquête nadelige gevolgen zou hebben voor het functioneren van Brokx. Deze besloot daarop om af te treden.

## Leden commissie
- Klaas de Vries (PvdA), voorzitter
- Steef Weijers (CDA), eerste ondervoorzitter
- Jaap Scherpenhuizen (VVD)
- Dick Tommel (D66)
- Rein Hummel (PvdA)
- Walter Paulis (CDA)
- Pieter Jan Biesheuvel (CDA)
- Hans Alders (PvdA)
- Jos van Rey (VVD), tweede ondervoorzitter